# مركز عمان لمعارض النفط والغاز
مركز عمان لمعارض النفط والغاز هو متحف يقع في شارع سيح المالح بالقرم في سلطنة عُمان.أنشأ المتحف عام 1995 بتبرعٍ من شركة تنمية نفط عمان، وهو رحلةٌ تفاعلية لاستكشاف اكتشاف واستخراج واستخدام الوقود الأحفوري في عُمان. وبجوار المركز توجد القبة السماوية لشركة تنمية نفط عُمان، التي بنيت في عام 2000.